# Cofradía de Nuestro Padre Jesús Resucitado y María Santísima de la Alegría (Valladolid)
La Cofradía de Nuestro Padre Jesús Resucitado, María Santísima de la Alegría y las Lágrimas de San Pedro es una de las 20 cofradías que existen, en la actualidad, en la Semana Santa de Valladolid.

## Historia

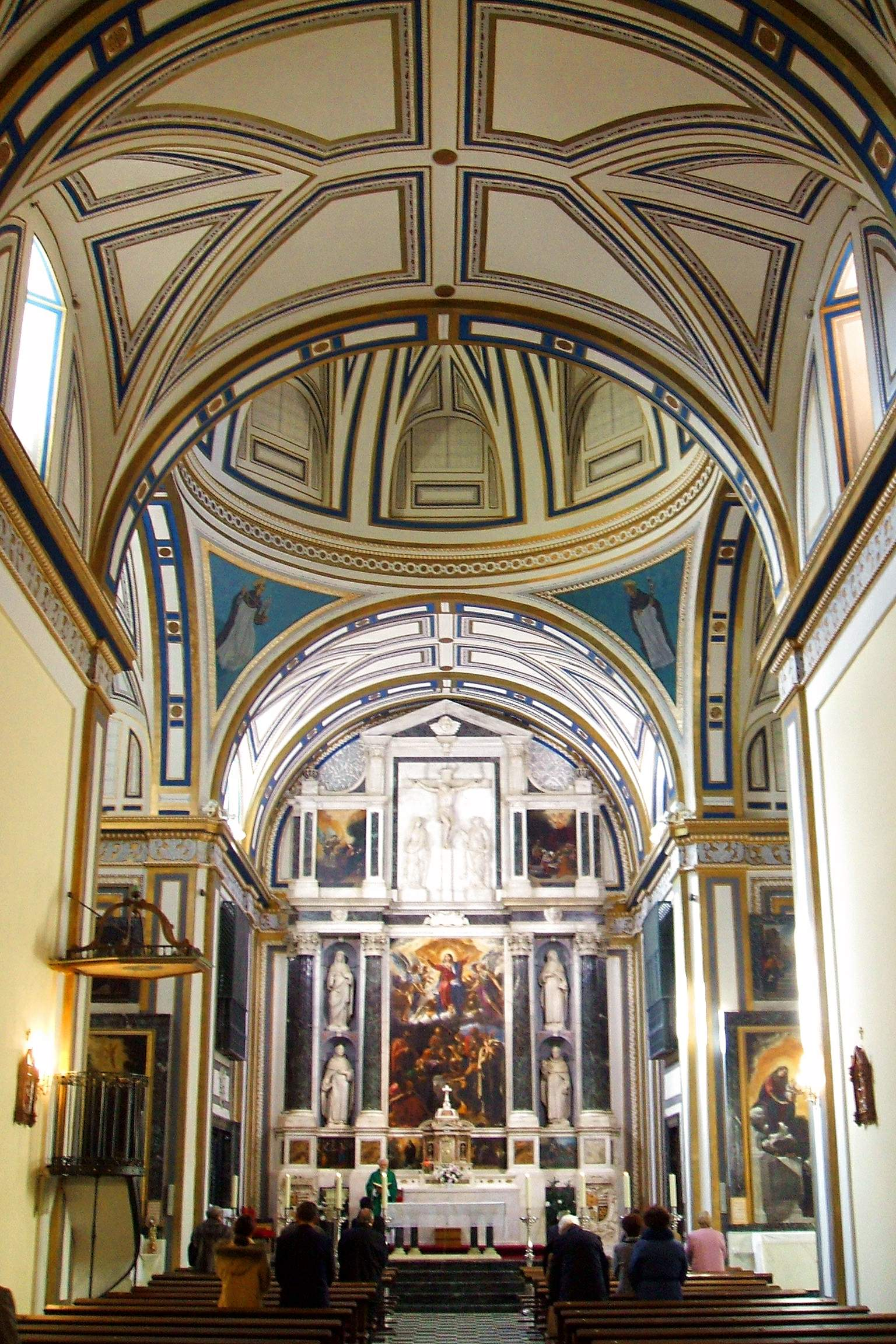
Convento de Porta Coeli, sede de la cofrafía.

En 1958, varias familias de la Comunión Tradicionalista Carlista presentaron el Arzobispo José García y Goldaraz un proyecto de cofradía centrada en la Resurrección de Cristo, retomando la denominación, actividad y cultos de una anterior que existía en la iglesia de Santiago. Según investigaciones realizadas por el expresidente Heliodoro Ureña Valenciano, existen legajos correspondientes a 1564 donde se cita a la Cofradía de Jesús Resucitado[cita requerida], aunque se desconoce la fecha exacta de su fundación. Un acta de 4 de abril de 1569 recoge cómo se propone al Cabildo de la cofradía ampliar la denominación con el nombre de Nuestra Señora de la Alegría, ratificándose la misma en octubre del mismo año y encargando una talla al efecto. En los libros parroquiales de la iglesia de Santiago siguen apareciendo documentos relativos a la cofradía hasta 1760[cita requerida], fecha en que se supone dejó de existir.
El 30 de marzo de 1960, el Arzobispo autoriza la creación de la cofradía, que en esos primeros años sirvió de reunión al movimiento carlista en la ciudad, ante la imposibilidad de reunión durante el Franquismo. Salió por primera vez en procesión aquel año, desde la iglesia de Santiago y acompañando la talla que del Resucitado se alberga en ella, un Cristo anónimo del siglo XVII, musculado y de tamaño algo inferior al natural. Para poder participar en los desfiles de Pasión, en 1965 comenzó a alumbrar el paso de Las lágrimas de San Pedro en la Procesión de Arrependimiento la noche del Miércoles Santo, imagen que también comenzó a alumbrar en la Procesión General de Viernes Santo. Dado que la cofradía sólo procesionaba el Domingo de Resurrección, no llevaban capirote, por lo que fue preciso elaborar un segundo hábito para los días de Pasión, manteniendo la túnica y cambiando la parte superior y el escapulario. Esta dualidad de hábitos se mantiene hasta hoy.
Dado que la iglesia de Santiago ya venía acogiendo a la Cofradía de las Siete Palabras, en 1986 deciden trasladar su sede a la Iglesia conventual de Nuestra Señora de Porta-Coeli, de las Reverendas Madres Calderonas. Ese mismo año comienzan a participar en la Procesión de Nuestra Señora de la Amargura en la tarde del Jueves Santo -llamada de La Amargura de Cristo a partir de 2011- hasta su desaparición en 2020, en que es sustituida por una Estación Eucarística en la Catedral.
En 1993, con intención de tener una imagen en propiedad, y dadas las dimensiones más reducidas del primitivo Resucitado, se encarga una nueva talla al escultor Ricardo Flecha, que es la que procesiona en la actualidad. Fue bendecida el 19 de marzo de 1994 por el Arzobispo José Delicado Baeza, desfilando por primera vez el Domingo de Resurrección de aquel año.

## Imágenes

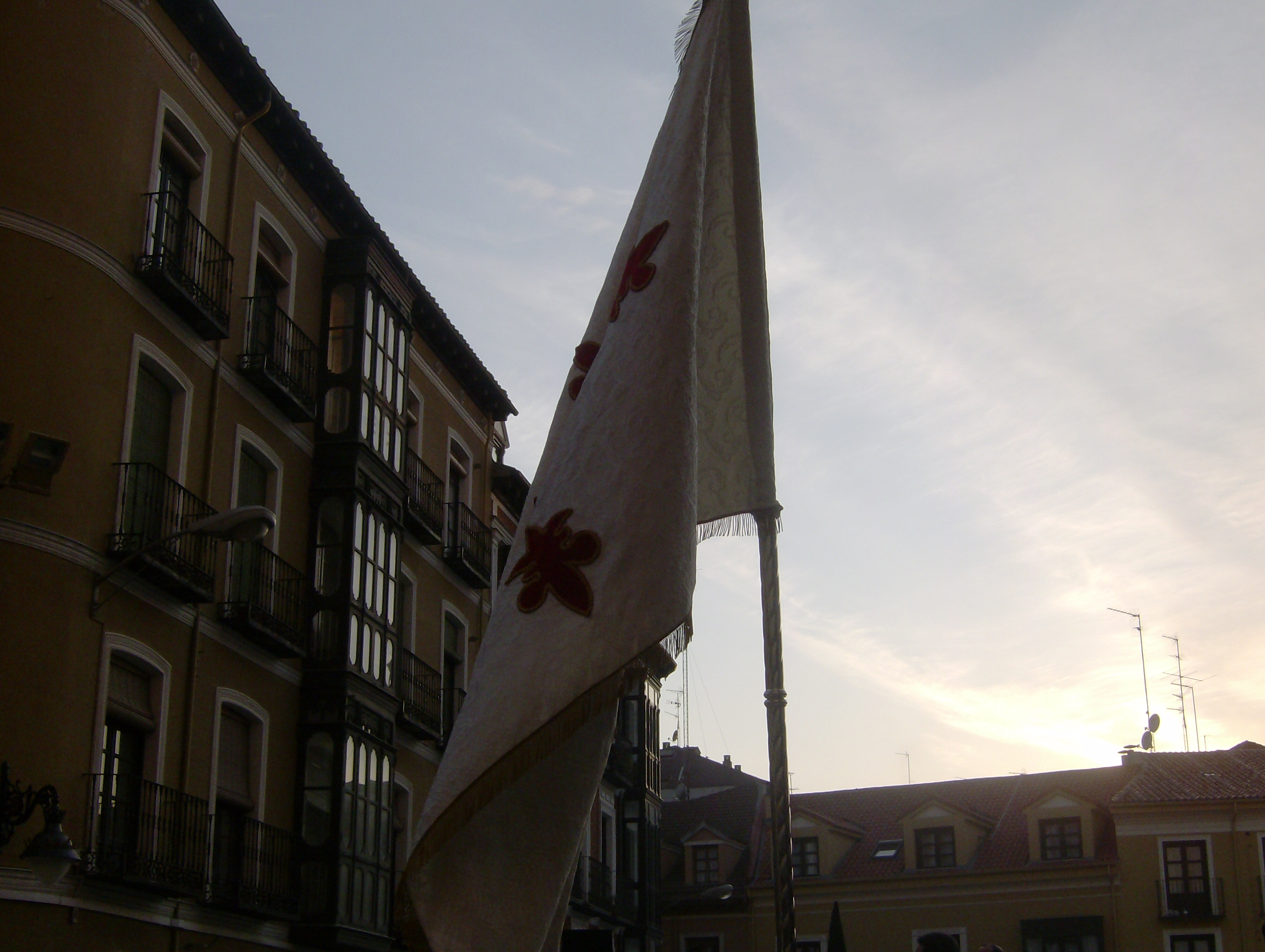
La bandera de la cofradía entrando en la Catedral. Sobre un fondo blanco la cruz o aspa de San Andrés de gules, bandera del carlismo.

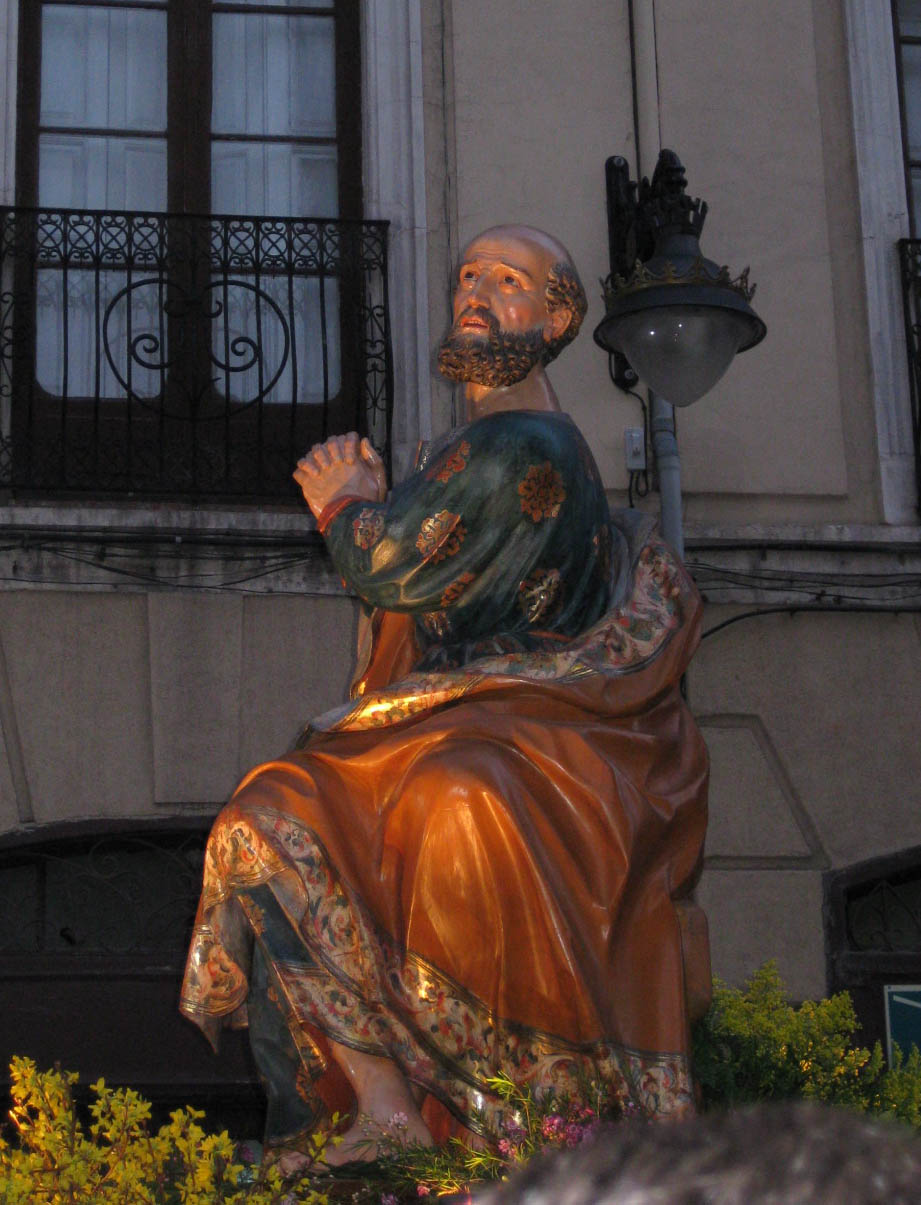
Las lágrimas de San Pedro (Pedro de Ávila, 1720).

#### Las lágrimas de San Pedro
Esta imagen, atribuida a  Pedro de Ávila (h. 1720), se venera en la iglesia del Salvador, cuyo párroco Pedro de Rávago, la costeó. Estaría a los pies de un cuadro del Descendimiento con la mirada dirigida hacia la Transfiguración del retablo mayor del citado templo, según Martín y Urrea. En sus primeros años desfiló con un Ecce-Homo de Francisco Alonso de los Ríos, procedente del Convento de las Lauras, y algún sayón del Museo Nacional de Escultura. También procesionó con un Cristo flagelado de dicho museo, pero a mediados de los años setenta pasó a desfilar en solitario para realzar la imagen del apóstol.

#### Nuestro Padre Jesús Resucitado
Obra de Ricardo Flecha (1994), es un Cristo de tamaño mayor que el natural, en actitud triunfante. La mano derecha enarbola hacia lo alto una cruz y a la vez la sábana del sudario que le cubre la espalda.
La cofradía, además, tiene una imagen de la Virgen de la Alegría, también de Ricardo Flecha, que fue bendecida el 29 de marzo de 2009. No procesiona el Domingo de Resurrección, por desfilar este día la talla que del mismo nombre tiene la Cofradía del Santo Sepulcro, pero sí lo hace en la Procesión de Gloria de la Cofradía, el Domingo de Pentecostés.

## Salidas procesionales

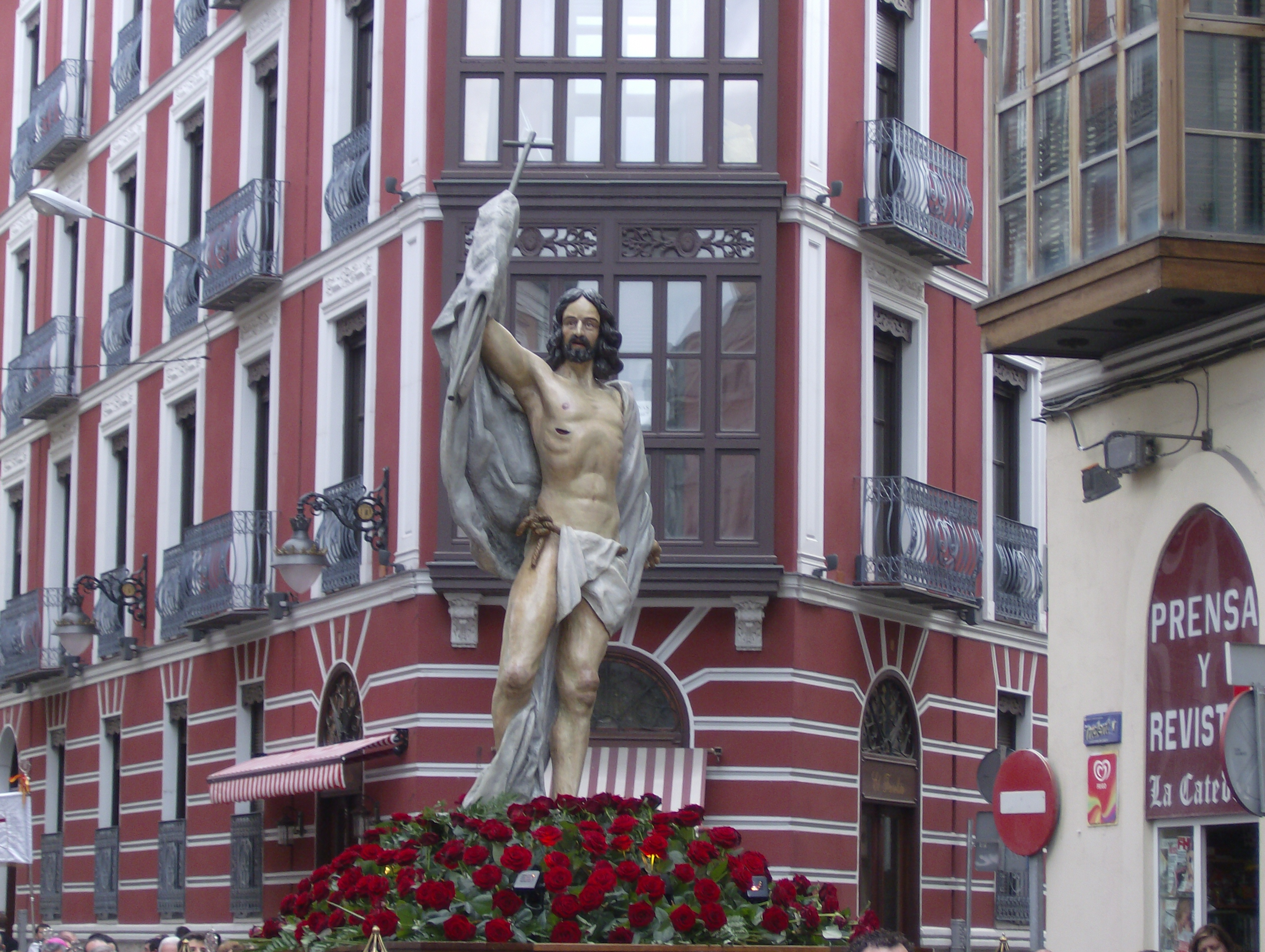
Nuestro Padre Jesús Resucitado (Ricardo Flecha, 1994).

#### Procesión de Arrepentimiento
Esta procesión fue creada en 1965 para alumbrar el paso de las Lágrimas de San Pedro la noche del Miércoles Santo (22:30 horas). Dejó de organizarse en 1970 y se retomó en 1994, cuando la cofradía comenzó a acudir a la iglesia de San Pedro Apóstol, donde era recibida por la Cofradía de la Sagrada Cena. Entre 2000 y 2002 ambas cofradías participaron conjuntamente en esta procesión. En 2003, la Cofradía de la Sagrada Cena organizó una procesión propia, la de Perdón y Esperanza, por lo que la Cofradía del Resucitado modificó el itinerario de esta procesión, que pasó a discurrir por el centro histórico de la ciudad, con tres meditaciones sobre las tres negaciones de San Pedro, realizadas frente a tres iglesias: la de San Quirce, la de Santa Isabel y la de San Miguel.

#### Estación Eucarística en la Catedral
La presencia de la Cofradía de Jesús Resucitado en la Catedral la tarde del Jueves Santo procede de los años en que participaba en la Procesión de Nuestra Señora de la Amargura -denominada desde 2011 Procesión de la Amargura de Cristo-. En 2020, en el contexto de la reforma procesional propuesta por el Obispo auxiliar de Valladolid Luis Argüello, aquella procesión desaparece y las cinco cofradías que participaban en ella pasan a acudir a la Catedral en la tarde de Jueves Santo por separado, partiendo la Cofradía del Resucitado de su sede a las 19:30 con el paso de Las lágrimas de San Pedro.

#### Procesión General de la Sagrada Pasión del Redentor
En la tarde de Viernes Santo, alumbra el paso de Las Lágrimas de San Pedro.

#### Procesión del Encuentro de Jesús Resucitado con la Virgen de la Alegría
Es su procesión titular. A las 10:30 horas del Domingo de Resurrección acompañan a su imagen titular hasta la Catedral, para celebrar la Solemne Misa Pascual, tras la cual, junto con la del Santo Sepulcro, van a la Plaza Mayor, donde se produce el Encuentro.
El acompañamiento musical de la Cofradía es singular en Valladolid, ya que su banda es la única compuesta únicamente por tambores y bombos, lo que le dota de un aire muy rítmico. La Procesión de Arrepentimiento se acompaña además con el coro de la cofradía.

## Otros actos
En febrero organiza la Misa de la Cátedra de San Pedro.
La noche del Jueves Santo y la mañana del Viernes se realizan turnos de Vela al Santísimo. La noche
del Sábado Santo se organizan Vísperas y la Vigilia Pascual.
Tras el Domingo de Resurrección organizan un solemne triduo en honor a la Resurrección del Señor y el Sábado de la Octava de Pascua realizan un besapié a Nuestro Padre Jesús Resucitado.
El día de la Virgen de la Alegría (Domingo de Pentecostés), organiza su Procesión de Gloria, acompañando a la talla de la Virgen de la Alegría.